# Mairanas
Mairanas (en francès Meyrannes) és un municipi francès situat al departament del Gard i a la regió d'Occitània.